# 親近你
《親近你》（英語：Just Wanna Be Close to You）是香港歌手黎明的錄音室專輯，全碟由陳永明監製，專輯於1991年1月11日由唱片公司寶麗金首次發行，專輯在推出後半個月內已獲得雙白金銷量（十萬張以上），黎明憑主打歌曲之一的〈如果這是情〉首次於《勁歌金曲季選》獲獎。

## 背景
《親近你》是寶麗金與黎明合作發行的第二張專輯，專輯收錄了10首歌曲，包括電視廣播有限公司當時正在播放的電視連續劇《人在邊緣》的主題曲〈人在邊緣〉及插曲〈如果這是情〉。

## 製作與發行
《親近你》以黎明的半身照為封面主題，後面背景為一男一女在沙灘上漫步，主打歌之一的〈如果這是情〉改編自日本搖滾樂團安全地帶成員玉置浩二創作的歌曲〈ともだち〉，此歌曲的音樂短片由張文幹執導，填詞人向雪懷表示這首歌原本是選給歌手黃凱芹主唱，但黃凱芹認為自己無法唱得比玉置浩二好，最終把灌錄的工作交予黎明。這張專輯在推出後約半個月，銷量已經達到十萬張以上，香港一度出現斷市情況，唱片公司需抽調準備發行海外的那批存貨，先行應付香港的訂單，並立即增加印量。

## 曲目列表
| 曲序     | 曲目               |          | 作曲                               | 编曲     | 备注                                                   | 时长  |
| -------- | ------------------ | -------- | ---------------------------------- | -------- | ------------------------------------------------------ | ----- |
| 1.       | 親近你             | 林夕     | 徐日勤                             | 徐日勤   |                                                        | 4:30  |
| 2.       | 末世紀之戀         | 因葵     | Marilyn Rodriguez／Philip Andreula | 杜自持   | 原曲為George Lamond的〈Bad of the Heart〉              | 4:16  |
| 3.       | Sarah不要愛他      | 向雪懷   | 周治平                             | 盧東尼   | 原曲為周治平的〈莎娜·莎揚娜拉〉                        | 5:12  |
| 4.       | 不戀你             | 潘偉源   | 邱晨                               | 杜自持   | 原曲為駱雨喬的〈不戀你〉                               | 4:17  |
| 5.       | 傷心的背後         | 簡寧     | 徐嘉良                             | 盧東尼   | 原曲為李翊君的〈這樣的我〉；同曲曲目：袁潔瑩〈放過我〉 | 3:35  |
| 6.       | 人在邊緣           | 陳少琪   | 盧東尼                             | 盧東尼   | 電視劇《人在邊緣》主題曲                               | 4:03  |
| 7.       | 我終失去你         | 蔡國權   | 蔡國權                             | 蘇德華   |                                                        | 4:16  |
| 8.       | 特別的歌給特別的你 | 潘源良   | 伍思凱                             | 杜自持   | 原曲為伍思凱的〈特別的愛給特別的你〉                   | 4:05  |
| 9.       | 如果這是情         | 向雪懷   | 玉置浩二                           | 杜自持   | 原曲為安全地帶的〈ともだち〉；電視劇《人在邊緣》插曲   | 3:59  |
| 10.      | 傾心愛一次         | 小美     | 陳耀川                             | 唐奕聰   | 原曲為葉歡的〈人生如夢〉                               | 4:11  |
| 总时长： | 总时长：           | 总时长： | 总时长：                           | 总时长： | 总时长：                                               | 42:24 |

## 幕後製作人員
這張專輯的部分曲目由於樂隊成員需出外登台或其他原因，改用以下組合：徐日勤作品〈親近你〉的和音團隊為崔雅儀、馮文傑、李君筑、梁灼彬，並由梁志權演奏結他，而這正是徐日勤的樂隊班底；電視劇《人在邊緣》的同名主題曲由陳碧清、蔡國權、馮文傑、李小梅、梁灼彬、雷有曜和唱，但專輯上並未具名；〈如果這是情〉其中一位和音為陳美鳳；所有杜自持編曲的作品，由Guillermo Fuego Jr.（道東）負責演奏結他；改編作品〈傷心的背後〉的電貝斯改由Rudy Balbuena演奏；非派台歌曲〈我終失去你〉的電子合成器改由Roel A. Garcia演奏，並非採用常配樂手盧東尼或丁志光。以下是此專輯的幕後製作人員名單：
- 鍵琴：徐日勤（曲目1）、杜自持（曲目2,4,8,9）、盧東尼（曲目3,5,6）、Roel A. Garcia（曲目7）、唐奕聰（曲目10）
- 結他：梁志權（曲目1）、蘇德華（曲目3,5－7）、Guillermo Fuego Jr.（曲目8,9）
- 低音結他：林志宏（曲目3,7,9）、Rudy Balbuena（曲目5）
- 鼓：陳偉強（曲目3,5,7）
- 弦樂：熊宏亮絃樂團（曲目3,9）
- 色士風：Phil（曲目7）
- 電子樂器：徐日勤（曲目1）、杜自持（曲目2,4,8,9）、盧東尼（曲目6）、唐奕聰（曲目10）
- 和音：崔雅儀（曲目1）、馮文傑（曲目1,6）、李君筑（曲目1）、梁灼彬（曲目1,6）、張偉文（曲目2－5,7－10）、陳碧清（曲目2－8,10）、譚錫禧（曲目2－5,7－10）、李小梅（曲目2－10）、蔡國權（曲目6）、雷有曜（曲目6）、陳美鳳（曲目9）
- 美術指導：Kinson Chan
- 攝影：毛澤西
- 監製：陳永明

## 評論摘要
香港傳媒工作者朱米高表示此專輯的主題曲〈親近你〉是一首中慢情歌，沿用了徐日勤作品的既定風格，副歌較為激昂，他認為徐日勤在電子合成聲效的處理上做得不錯，歌曲很有動態，而後期的混音製作亦應記一功，林夕創作的歌詞似是上一張專輯的歌曲〈無名份的浪漫〉的延續，而歌曲的前奏亦跟〈無名份的浪漫〉有少許相似，黎明當時的唱功仍屬幼嫩，聲音未開，同時認為黎明演繹歌曲〈傷心的背後〉感情豐富，有一定感染力。另一媒體則認為黎明當時的歌唱技巧雖然不足，但聲底很厚，唱歌也頗紮實，演繹〈親近你〉的唱腔與1980年代的張學友近似。黎明對於此專輯獲得雙白金銷量感到興奮，他表示料不到有此成績，此成績對他來說有很大的鼓勵，反映出聽眾開始接受他，加強他對唱歌的信心，他表示歡迎外界給他意見，即使是批評也樂意接受，同時認為能夠獲得別人稱讚他的歌唱技巧有進步是值得高興的事情。

## 流行榜成績
以下是《親近你》的派台歌曲名單，以及其歌曲在香港三大電子媒體音樂流行榜的最高位置。
| 派台歌曲／流行榜 | 903專業推介 | 中文歌曲龍虎榜 | 勁歌金榜     |
| ---------------- | ----------- | -------------- | ------------ |
| 〈親近你〉       | 第6位       | 6              | 未有相關資料 |
| 〈如果這是情〉   | 第4位       | 4              | 未有相關資料 |

## 獎項
以下是收錄於《親近你》專輯的歌曲獲頒發的獎項：
- 電視廣播有限公司1991年度勁歌金曲季選——第一季得獎歌曲〈如果這是情〉[17][18]。

## 音樂錄像

### 原人演出
- 〈如果這是情〉（寶麗金全曲卡拉OK POL33011（1991年、部份原聲）、寶麗金卡拉OK碟聖巨星MTV（1991年、原聲）、寶麗金卡拉OK碟聖黎明原裝MUSIC VIDEOS卡拉OK精選（1994年、原聲（LD））和寶麗金卡拉OK碟聖黎明原裝卡拉OK精選（1995年、原聲（錄影帶）））

### 非原人演出
- 〈親近你〉（寶麗金全曲卡拉OK POL33011（1991年、部份原聲）和寶麗金卡拉OK碟聖17巨星原裝金曲（1992年、原聲））
- 〈人在邊緣〉（寶麗金全曲卡拉OK POL33011（1991年、部份原聲）和寶麗金卡拉OK碟聖17巨星原裝金曲（1992年、原聲））
- 〈特別的愛給特別的你〉（粵語版：特別的歌給特別的你）（寶麗金卡拉OK碟聖6國語歌曲精選（1991年、非原聲））
- 〈不戀你〉（寶麗金金曲卡拉OK POL33012（1991年、部份原聲））